# Космос-1957
Космос-1957 је један од преко 2400 совјетских вјештачких сателита лансираних у оквиру програма Космос.
Космос-1957 је лансиран са космодрома Плесецк, СССР, 7. јула 1988. Ракета-носач Сојуз је поставила сателит у орбиту око планете Земље. Маса сателита при лансирању је износила 6300 килограма. Космос-1957 је био сателит намијењен за истраживање природних богатстава Земље.